# ジロ・デ・イタリア 1971
ジロ・デ・イタリア 1971(Giro d'Italia 1971) は、自転車による競走である「ジロ・デ・イタリア」の54回目のレースである。1971年5月20日から6月10日まで、全20ステージで行われた。

## 結果

### 総合成績
| 順位 | 選手名                         | 国籍         | 時間           |
| ---- | ------------------------------ | ------------ | -------------- |
| 1    | イェスタ・ペーテルソン         | スウェーデン | 97時間24分04秒 |
| 2    | ヘルマン・バンスプリンゲル     | ベルギー     | + 2' 32s       |
| 3    | ウーゴ・コロンボ               | イタリア     | +2' 35s        |
| 4    | フランシスコ・ガルドス・ガウナ | スペイン     | +4' 27s        |
| 5    | ピエルフランコ・ヴィアネッリ   | イタリア     | + 6' 41s       |
| 6    | シルバーノ・シアボン           | イタリア     | + 7' 27s       |
| 7    | フェリーチェ・ジモンディ       | イタリア     | + 7' 30s       |
| 8    | アントワーヌ・フブレヒト       | ベルギー     | + 9' 39s       |
| 9    | ウラディミーロ・パニッツァ     | イタリア     | + 13' 13s      |
| 10   | ジョバンニ・カバルカンティ     | イタリア     | + 14' 22s      |

### マリア・ローザ 保持者
| 選手名                   | 国籍         | 首位区間  |
| ------------------------ | ------------ | --------- |
| マリノ・バッソ           | イタリア     | 第1       |
| エンリコ・パオリーニ     | イタリア     | 第2-第4   |
| ウーゴ・コロンボ         | イタリア     | 第5-第6   |
| アルド・モゼール         | イタリア     | 第7       |
| クラウディオ・ミチェロト | イタリア     | 第8-第17  |
| イェスタ・ペーテルソン   | スウェーデン | 第18-最終 |

### その他の受賞者
- ポイント賞: マリノ・バッソ  イタリア
- 山岳賞: ホセ・マヌエル・フエンテ  スペイン
- 新人賞: マリオ・ベッキア  イタリア